# بايات هامي
بايات هامي (بالفنلندية: Päijät-Häme) (بالسويدية: Päijänne Tavastland)، إقليم فنلندي عاصمة الإقليم مدينة لهتي يتكون من عدة بلديات هي بلدية اوريماتيلا، هينولا، لاهتي، أشكالاً.
بلغ الناتج المحلي الإجمالي لبايات هامي 3,551 مليار يورو في عام 2001.